# Sangnoksu-Arena
Die Sangnoksu-Arena ist eine große Sporthalle in Ansan, Gyeonggi-do, Südkorea. Sie befindet sich im Stadtteil Sangnok-Gu. Die Halle wird seit 2013 regelmäßig für Volleyballspiele der professionellen V-League genutzt. 
2013 zog mit dem neugegründeten Franchise Ansan OK Savings Bank Rush & Cash ein Nutzer in die Halle. Seitdem dient die Halle als Austragungsort der Volleyball-Liga Südkoreas.